# Trotec
Die Trotec Laser GmbH ist ein österreichisches Unternehmen, das nach eigenen Angaben  der größte Hersteller von Lasergeräten der Welt ist. Die Firmenzentrale der Trotec Laser GmbH befindet sich in Marchtrenk in Oberösterreich. Die Trotec Laser GmbH ist Teil der TroGroup und beschäftigt weltweit mehr als 700 Mitarbeiter (Stand 2020). 

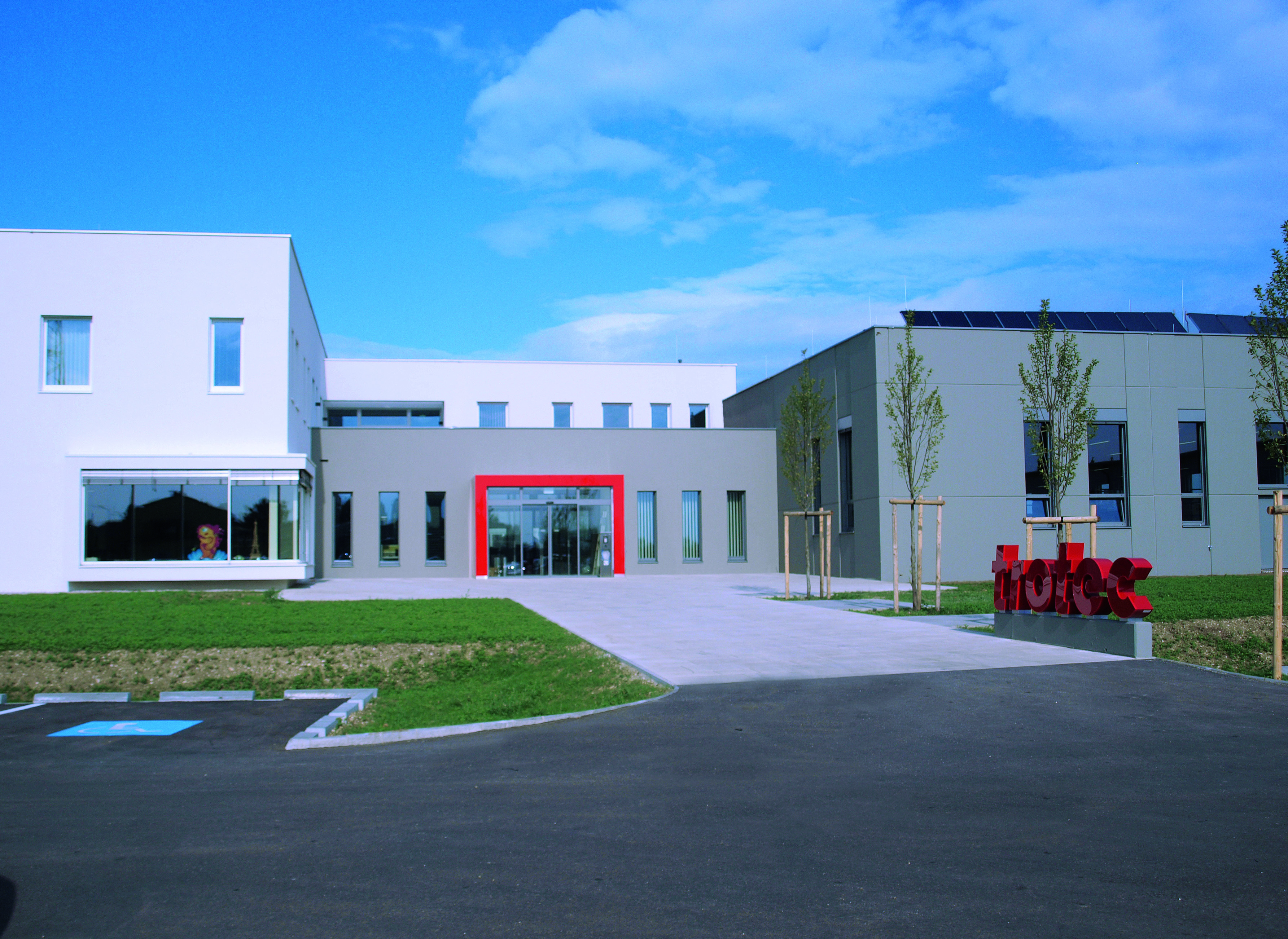
Trotec Headquarters Wels OÖ

## Geschichte
Die Trotec GmbH wurde 1997 als Tochterunternehmen der ehemaligen Trodat Holding gegründet (heute TroGroup GmbH). Sie entwickelte sich aus einem Forschungszweig der Trodat GmbH, in welchem Lasergeräte zur Gravur von Stempel-Textplatten aus Gummi konzipiert wurden.
Durch die Entwicklung neuer Märkte und einem Ausbau des Sortiments an Lasergeräten konnte Trotec die Mitarbeiteranzahl auf rund 700 erhöhen, die in zahlreichen Niederlassungen weltweit tätig sind. Basierend auf eigenen Angaben ist die Trotec GmbH gemessen an den verkauften Stückzahlen der größte Hersteller von Lasergeräten weltweit (Stand 2020).

## Der Name Trotec
Der Unternehmensname (Firma) Trotec leitet sich vom Namen des  Schwesterunternehmens Trodat  ab. Trotec setzt sich aus den Silben Tro und Tec zusammen. Tro steht dabei für Trolitul – ein Kunststoff, der Anfang des 20. Jahrhunderts zur Stempelerzeugung verwendet wurde – und tec steht für die Entwicklung technischer Produkte.

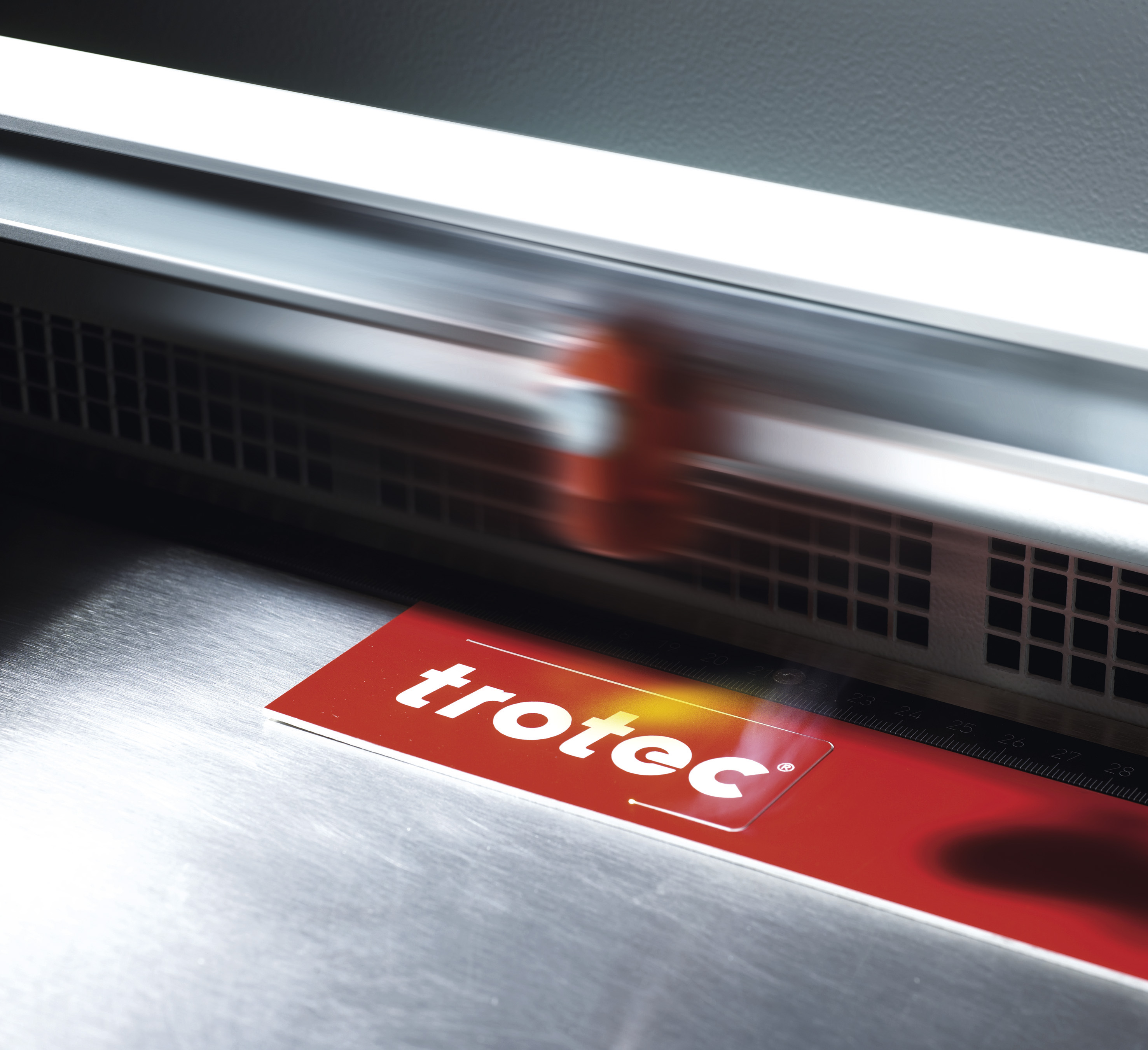
Trotec Lasergravur

## Geschäftsfelder
Entsprechend den Anwendungsgebieten von Lasergeräte ist die Trotec GmbH in den drei Geschäftsbereichen Engraving (Gravur), Cutting (Laserschneiden) und Marking (Laserbeschriftung) organisiert. Jeder Geschäftsbereich konzentriert sich dabei auf spezifische Branchen, die im Folgenden aufgelistet werden:

### Engraving (Gravur)
- Pokalgravur
- Schildergravur
- Stempelgravur
- Werbeartikelgravur

### Cutting (Laserschneiden)
- Architektur-Modellbau
- Digitaldruck
- Verpackungsbau
- Werbetechnik für Schilder- und Lichtreklamehersteller

### Marking (Laserbeschriftung)
- Markierung mit Strichcodes und Seriennummern
- Beschriftungen in der Medizintechnik